# Ortus helíac
L'ortus helíac d'un estel (o altres cossos celestes com una lluna, un planeta o una constel·lació) és la seva primera aparició en l'horitzó est després del seu període d'invisibilitat –aproximadament de sis mesos–. És un cas particular de l'ortus.
La definició precisa d'ortus helíac és un poc imprecisa, ja que depèn del que s'entengui per « visible a ull nu », paràmetre que depèn de la vista de l'observador, de la qualitat del cel (humitat, altitud).
De forma oposada, si es considera el moment en el qual l'estel es pon just després del Sol es pot parlar de posta helíaca (o ocàs helíac)

## Descripció
Depenent de la magnitud visual de l'estel, l'ortus helíac es produirà en els crepuscles matutins nàutic o civil, amb el Sol a 12º o 6º, respectivament, per sota de l'horitzó, abans de fer-se de dia.
El dia del seu ortus helíac l'estel fa la seva primera aparició durant un temps breu, perquè de seguida en fer-se de dia el Sol l'amagarà. A partir d'aleshores la distància angular estel-Sol s'incrementa i aquella serà visible durant períodes més perllongats, fins que finalment brilli en plena nit.

## Exemples
Alguns estels, vistos des d'una latitud particular a la Terra, no tindran un ajust o ortus helíac. Estels circumpolars romanen per sobre del l'horitzó durant tot l'any, essent sempre visibles en el firmament en fer-se de dia. Al contrari, alguns estels mai es veuen en alguns llocs. Per exemple, l'estel polar no és visible a Austràlia o Xile i la Creu del Sud no es veu a Europa, perquè sempre romanen per sota de l'horitzó en aquest hemisferi.
L'aparició (ortus helíac) de l'estel Sirius marcava l'inici del període d'inundació del Nil a l'antic Egipte, a més de ser la base del seu calendari, i l'entrada de la canícula en els antics romans. Els ortus helíacs de diversos estels foren usats pels sumeris, babilonis i grecs per a sincronitzar les tasques agrícoles. Els pobles indígenes d'Amèrica del sud també organitzaven diverses activitats segons els ortus helíacs. Els maoris de Nova Zelanda també en coneixien l'existència.

## Any helíac
Un estel reapareix sobre l'horitzó a l'alba al voltant d'un any després del seu ortus helíac precedent, un període que correspon a l'any helíac de l'estel.
Un any helíac és molt aproximadament igual a un any sideral (de mitjana 365,256363051 del 2000, és a dir 365 d 6 h 9 min 9 s), aquesta aproximació és més correcta quan l'estel és pròxim a l'el·líptica. Si aquest no és el cas l'any helíac varia en funció de la latitud i del moment, a causa de la precessió dels equinoccis.